# Pseudanthessius tenuis
Pseudanthessius tenuis är en kräftdjursart som beskrevs av Nicholls 1944. Pseudanthessius tenuis ingår i släktet Pseudanthessius och familjen Pseudanthessiidae. Inga underarter finns listade i Catalogue of Life.